# Manoteras (métro de Madrid)
Manoteras est une station de la ligne 4 du métro de Madrid. Elle est située sous l'intersection entre les rues de 	Bacares et Vélez Rubio, dans le quartier d'Apóstol Santiago, de l'arrondissement d'Hortaleza, à Madrid en Espagne.

## Situation sur le réseau
La station est située entre Hortaleza à l'est, en direction de Argüelles et Pinar de Chamartín, le terminus, au nord-ouest.
Elle possède deux voies et deux quais latéraux.

## Histoire
La station est ouverte le 11 avril 2007, quand est mis en service le dernier prolongement de la ligne entre Parque de Santa María et Pinar de Chamartín.

## Services aux voyageurs

### Accès et accueil
L'accès à la station s'effectue par un édicule entièrement vitré de forme rectangulaire, équipé d'escaliers et d'escaliers mécaniques, auquel s'ajoute un accès direct par ascenseur depuis l'extérieur.

### Intermodalité
La station est en correspondance avec les lignes d'autobus no 7, 29 et 129 du réseau EMT.